# 缺刻短溝紅螢
缺刻短溝紅螢（学名：Plateros planatus）为紅螢科短溝紅螢屬下的一个种。